# Kōnane

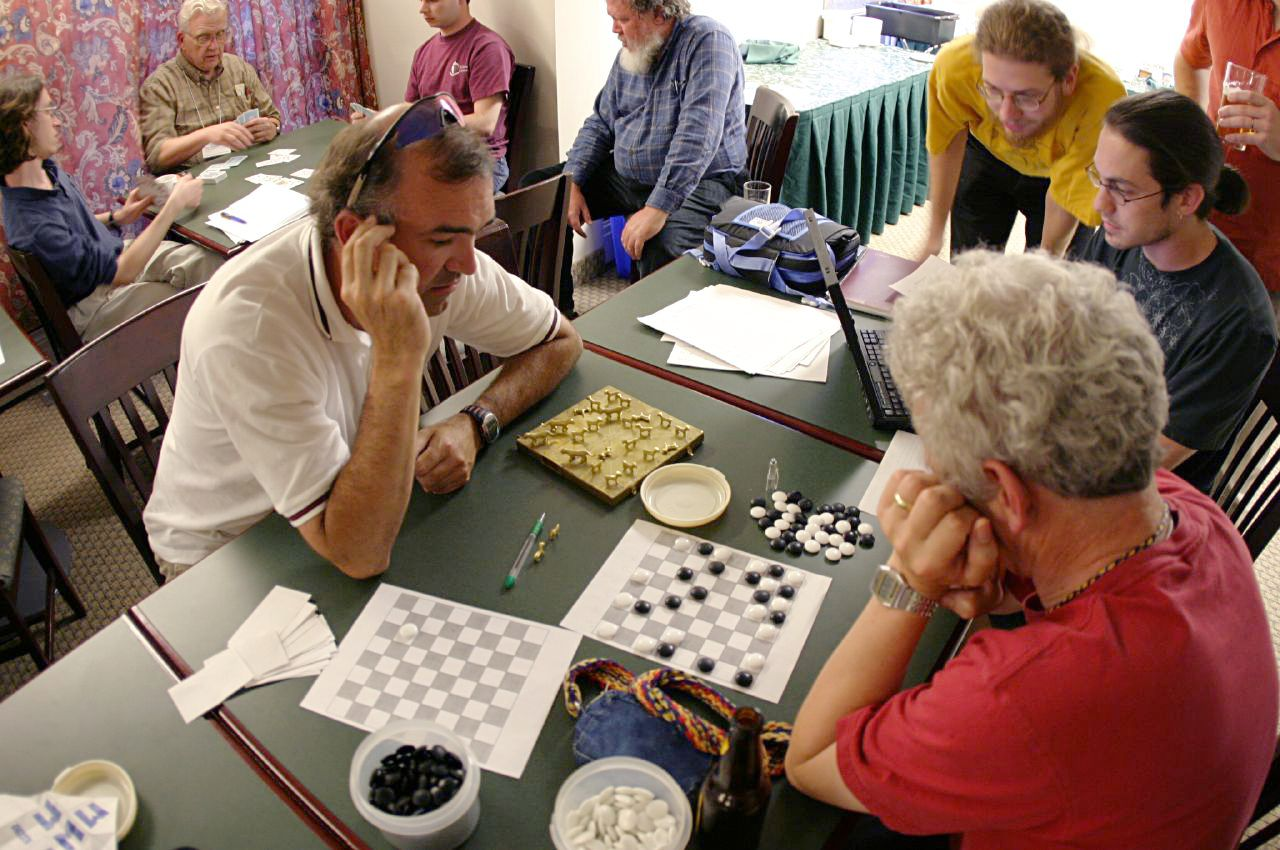
Mathematiker spielen Kōnane

Kōnane ist ein Strategie-Brettspiel für zwei Personen aus Hawaii. Erdacht wurde es von den dort beheimateten Polynesiern.

## Spielweise
Das Spiel beginnt damit, dass man ein eigens dafür hergestelltes symmetrisches Brett oder ein handelsübliches Schach- oder Dame-Brett wechselweise mit schwarzen und weißen Steinen belegt. Dann werden aus der Mitte des Spielfeldes je ein schwarzer und ein weißer Stein heraus genommen. Der herausnehmende Spieler hält diese beiden Steine verdeckt in je einer Hand und der andere Spieler wählt eine Hand und somit eine Spielstein-Farbe. Schwarz beginnt immer. Die beiden herausgenommenen Steine werden dem jeweils anderen Spieler gegeben und sind somit der erste geschlagene Stein. Im weiteren Spielverlauf können gegnerische Steine durch Überspringen geschlagen werden, wenn sie sich horizontal oder vertikal zum eigenen Stein befinden und sich hinter diesem Stein ein freies Feld befindet; je nach Variation des Spiels können mehrere Steine geschlagen und vom Brett genommen werden.  
Ziel des Spieles ist es, den letzten möglichen Zug zu machen; dabei kommt es nicht darauf an, wie viele gegnerische Steine man geschlagen hat. Trotz der Ähnlichkeit der Spielzüge gehört dieses Spiel nicht zur Familie der Damespiele.

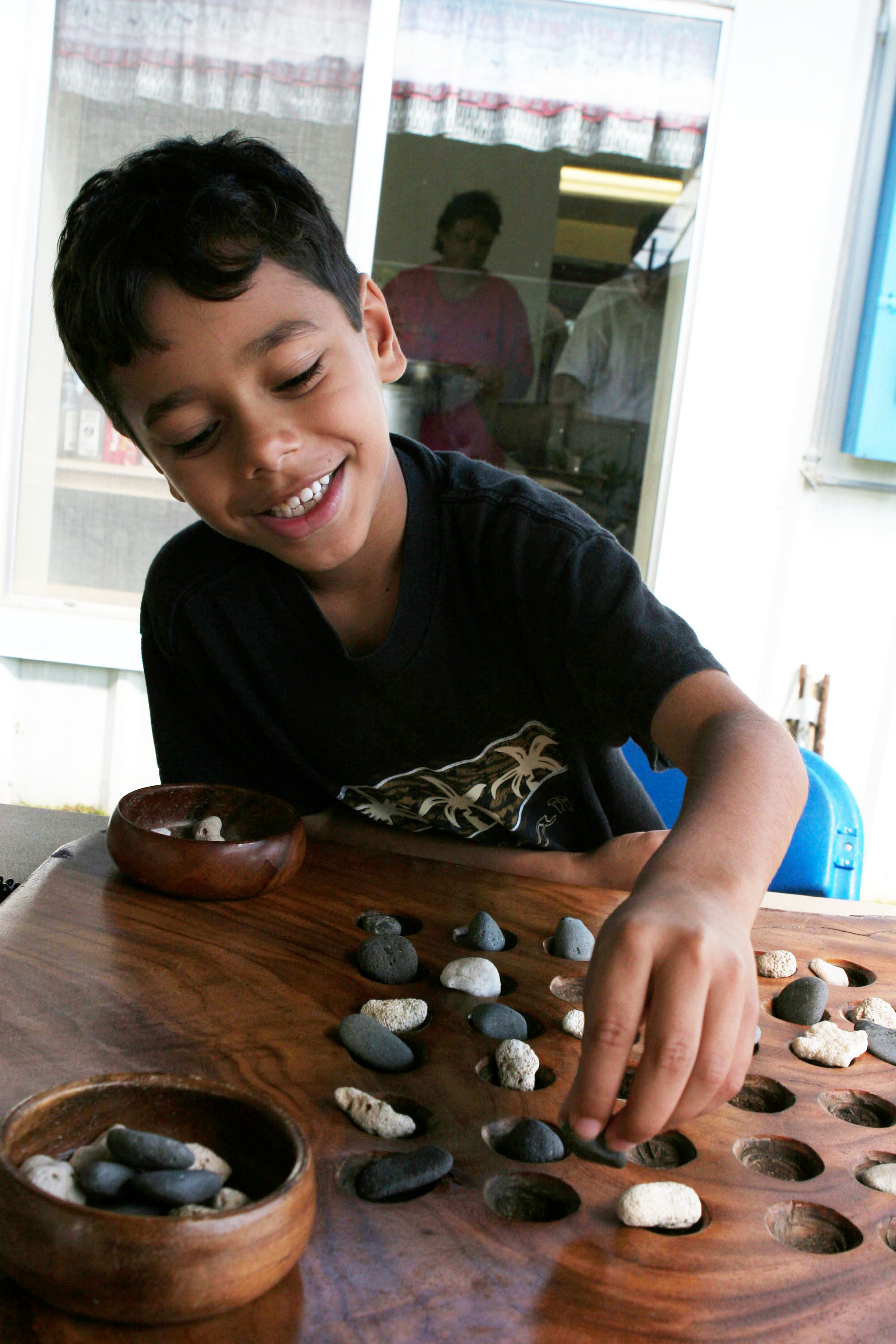
Kōnane gespielt mit Steinen auf einem Holzbrett

## Historie
Die genauen Ursprünge des Spiels sind nicht bekannt. Man hat jedoch auf Felsen eingeritzte Spielflächen (hawaiisch papamū) gefunden, die dann mit verschiedenfarbigen Muscheln bespielt wurden. James Cook hat dieses Spiel in Band III des Reiseberichtes seiner dritten Entdeckungsfahrt zwischen 1776 und 1780 beschrieben.

## Weitere Umsetzungen
- Brainvita, auch Peg Solitaire genannt, ist ein Spiel für eine Person, bei dem nach den Regeln von Kōnane reihum im Uhrzeigersinn gezogen wird. Ablauf und Spielziel sind zum Original identisch.